# Bank of America Plaza (San Antonio)
O Bank of America Plaza (anteriormente, chamado Interfirst Bank Plaza) é um arranha-céu em San Antonio, Texas, Estados Unidos. Ele abriu em 1984 como Interfirst Bank Plaza, foi projetado pelo escritório de Houston da Skidmore, Owings & Merrill e tem 28 andares.
O edifício tem um design pós-moderno e uma altura  de 118 metros.
É o maior prédio de escritórios da cidade com 49.533 m² (533.171 sq ft) de escritórios. Atualmente, é também o 5° edifício mais alto da cidade. O prédio no centro de San Antonio foi comprado em 14 de agosto de 2017 pela USAA.